# Carl Klingberg
Carl "Calle" Andersson Klingberg, född 28 januari 1991 i Sävedalens församling i Göteborgs och Bohus län, är en svensk professionell ishockeyspelare som spelade för EV Zug i NLA till och med 2023. Han har tidigare spelat på NHL-nivå för Atlanta Thrashers och Winnipeg Jets och på lägre nivåer för Chicago Wolves, St. John's Icecaps och Hartford Wolf Pack i American Hockey League (AHL), Frölunda HC och Timrå IK i Elitserien och Borås Hockey i Hockeyallsvenskan. Från och med säsongen 2023/2024 spelar han i Frölunda HC.
Klingberg draftades i andra rundan i 2009 års draft av Atlanta Thrashers som 34:e spelare totalt.
Han började sin karriär i Lerums BK och har även spelat för Frölunda HC och Timrå IK samt för Borås HC i Hockeyallsvenskan.
2011 blev Carl Klingberg och hans bror John Klingberg uttagna till det svenska JVM-laget som förlorade i semifinal på straffar mot Ryssland.
Den 1 mars 2015 skickade Jets iväg Klingberg till Rangers i utbyte mot Lee Stempniak.

## Statistik

### Klubbkarriär
| 2006–2007                | Frölunda J20             | J20 Superelit            | 2   | 0  | 0  | 0   | 0   | —  | — | — | —  | —  |
| 2008–2009                | Frölunda HC              | Elitserien               | 10  | 2  | 1  | 3   | 0   | —  | — | — | —  | —  |
|                          | Frölunda J20             | J20 Superelit            | 35  | 13 | 13 | 26  | 34  | 2  | 0 | 0 | 0  | 0  |
|                          | Borås Hockey             | Hockeyallsvenskan        | 8   | 4  | 2  | 6   | 2   | —  | — | — | —  | —  |
| 2009–2010                | Frölunda HC              | Elitserien               | 42  | 6  | 7  | 13  | 16  | 7  | 0 | 0 | 0  | 2  |
|                          | Borås Hockey             | Hockeyallsvenskan        | 4   | 0  | 5  | 5   | 2   | —  | — | — | —  | —  |
| 2010–2011                | Atlanta Thrashers        | NHL                      | 1   | 0  | 0  | 0   | 0   | —  | — | — | —  | —  |
|                          | Frölunda HC              | Elitserien               | 38  | 2  | 1  | 3   | 12  | —  | — | — | —  | —  |
|                          | Timrå IK                 | Elitserien               | 11  | 3  | 2  | 5   | 2   | —  | — | — | —  | —  |
|                          | Chicago Wolves           | AHL                      | 8   | 1  | 0  | 1   | 6   | —  | — | — | —  | —  |
| 2011–2012                | Winnipeg Jets            | NHL                      | 6   | 0  | 0  | 0   | 4   | —  | — | — | —  | —  |
|                          | St. John's Icecaps       | AHL                      | 66  | 15 | 22 | 37  | 39  | 12 | 1 | 1 | 2  | 0  |
| 2012–2013                | St. John's Icecaps       | AHL                      | 66  | 11 | 12 | 23  | 40  | —  | — | — | —  | —  |
| 2013–2014                | Winnipeg Jets            | NHL                      | 3   | 1  | 0  | 1   | 0   | —  | — | — | —  | —  |
|                          | St. John's Icecaps       | AHL                      | 65  | 22 | 20 | 42  | 42  | 21 | 3 | 5 | 8  | 14 |
| 2014–2015                | Winnipeg Jets            | NHL                      | 2   | 0  | 0  | 0   | 0   | —  | — | — | —  | —  |
|                          | St. John's Icecaps       | AHL                      | 51  | 15 | 15 | 30  | 41  | —  | — | — | —  | —  |
|                          | Hartford Wolf Pack       | AHL                      | 13  | 2  | 9  | 11  | 4   | 13 | 4 | 3 | 7  | 6  |
| 2015–2016                | Torpedo Nizjnij Novgorod | KHL                      | 55  | 9  | 8  | 17  | 26  | 8  | 0 | 1 | 1  | 10 |
| 2016–2017                | EV Zug                   | NLA                      | 47  | 13 | 14 | 27  | 52  | 16 | 4 | 4 | 8  | 8  |
| NHL totalt               | NHL totalt               | NHL totalt               | 12  | 1  | 0  | 1   | 4   | —  | — | — | —  | —  |
| AHL totalt               | AHL totalt               | AHL totalt               | 269 | 66 | 78 | 144 | 172 | 46 | 8 | 9 | 17 | 20 |
| Elitserien totalt        | Elitserien totalt        | Elitserien totalt        | 101 | 13 | 11 | 24  | 30  | 7  | 0 | 0 | 0  | 2  |
| Hockeyallsvenskan totalt | Hockeyallsvenskan totalt | Hockeyallsvenskan totalt | 12  | 4  | 7  | 11  | 4   | —  | — | — | —  | —  |

### Internationellt
| År            | Lag           | Turnering     | Matcher | Mål | Assist | Poäng | Utv |
| ------------- | ------------- | ------------- | ------- | --- | ------ | ----- | --- |
| 2009          | Sverige       | U18-VM        | 6       | 2   | 2      | 4     | 0   |
| 2010          | Sverige       | JVM           | 5       | 1   | 0      | 1     | 2   |
| 2011          | Sverige       | JVM           | 6       | 3   | 1      | 4     | 4   |
| Junior totalt | Junior totalt | Junior totalt | 17      | 6   | 3      | 9     | 6   |

I 2017 Guld

## Meriter
- TV-pucken vinnare 2006 med Göteborg
- U18-VM 2009 – 5:e plats
- JVM 2010 – Brons